# Kirameki Project

Kirameki Project (きらめき☆プロジェクト en japonés) es una serie anime japonesa de 5 episodios OVA de 30 minutos cada uno. El primero salió el 24 de junio de 2005, y el quinto el 24 de febrero de 2006.
La productora es Studio Fantasia. Su director es Katsuhiko Nishijima.
El género de la serie es ciencia ficción, acción, comedia y ecchi.

## Argumento
Genes Kingdom es una ciudad del Mediterráneo famosa por su alta tecnología, y en donde hay tres princesas. Las princesas tendrán la misión de proteger su ciudad de un robot gigante, que ya ha destruido los robots gigantes de otras ciudades. 
Las princesas son:
- Kanadiseñó y pilota a Junrin, que es una chica robot gigante.
- Corona, líder de los militares de Gene.
- Nene es combatiente y resistente que luchará con tecnología diseñada especialmente para ella por Kana.

## Episodios
Los títulos de los 5 episodios en español, inglés y japonés son:
1. Mirada brillante, ¿quién puede ser esa chica? (1ª parte) - Sparkling Gaze, Who can That Girl be...? (part 1) - 
第1巻 「きらめきの眼差し、あの娘の名は…(前編)」
2. Mirada brillante, ¿quién puede ser esa chica? (2ª parte) - Sparkling Gaze, Who can That Girl be...? (part 2) - 
第2巻 「きらめきの眼差し、あの娘の名は…(後編)」
3. Para cada uno su propio brillo. Un nuevo viaje - To Each her own Sparkle. A new Voyage - 
第3巻 「それぞれのきらめき。新たなる船出。」
4. El viejo y la joven. Un encuentro íntimo brillante - The old guy and the Young Girl. A Sparkling Close Encounter - 
第4巻 「オヤジと少女。きらめきの接近遭遇。」
5. ¡Brilla ahora! La primera estrella en tu corazón - Sparkle now! The First Star in Your Heart - 
第5巻 「きらめけ！ 魂（ココロ）の一番星。」